# 주나고야 미국 영사관
주나고야 미국 영사관(일본어: 在名古屋米国領事館, Consulate of the United States in Nagoya, U.S. Consulate Nagoya)은 미국 국무부가 일본 아이치현 나고야시에 설치된 영사관이다. 또한 영사관 홍보 담당 부문에는 나고야 아메리카 센터(Nagoya American Center, NAC, 名古屋アメリカンセンター)가 따로 있다.

## 역사
1920년 7월 3일, 해리 프랭클린 홀리 초대 미국 영사가 나고야시 히가시구 메노이케초에서 주나고야 미국 영사관을 정식으로 개설하였다. 그러나 1940년 12월 31일 미국-일본 관계가 악화됨에 따라 영사관이 폐쇄되었다. 1941년 12월 7일, 진주만 공격에 따른 기습으로 인해 일본 제국 해군이 하와이 진주만을 공격하자 미일 양국 모두 전쟁 상태에 돌입하였다. 그 뒤로 전쟁이 종결될 때까지 나고야에 설치된 미국 영사관의 재운영이 이루어져 있지 않았다. 그러다가 1950년 3월 1일, 주나고야 미국 영사 사무소(Nagoya American Consular Service)라는 이름으로 사무소가 개설되었다. 1952년 4월 29일에는 샌프란시스코 강화 조약의 발효에 따른 영사 사무소의 명칭이 다시 주나고야 미국 영사관으로 명칭이 변경되었다가 1970년 또 폐쇄되었다. 1984년에는 나고야 국제센터 빌딩 6층에 나고야 아메리칸 센터가 세워져서 미일 관계가 발전되는 것을 목적으로 하는 PR 활동이 시작되었다. 1986년 3월에는 주고베 미국 총영사관 산하 나고야 주재관 사무소가 설치되자, 16년 만인 1986년 나고야시에 미국 외교관을 상주하였다. 1993년 12월 2일부로 다시 주나고야 미국 영사관이라는 이름으로 회복하였으며, 회복 당시 영사관이 다시 개설되었을 때 월터 먼데일 주일 미국 대사도 참여하였다. 끝으로 2005년 나고야 아메리칸센터가 입주하게 되었던 나고야 국제센터 건물 6층으로 영사관이 이전됨에 따라 영사관 산하 홍보 부문이 통합되었다.

## 소재지
- 일본어 : 〒450-0001 愛知県名古屋市中村区那古野1-47-1 名古屋国際センタービル6階[4]
- 영어 : Nagoya International Center Bldg. 6F, 1-47-1 Nagono, Nakamura-ku, Nagoya, Aichi Prefecture 450-0001[5]

## 관할 구역
일본 주부 지방의 일부 현들에 한하여 관할한다.

## 같이 보기

### 일반 주제
- 미국-일본 관계
- 주일본 미국 대사관

### 일본에 설치된 다른 미국 영사관
- 주오사카·고베 미국 총영사관
- 주삿포로 미국 총영사관
- 주오키나와 미국 총영사관
- 주후쿠오카 미국 영사관

### 나고야에 설치된 다른 영사관
- 주나고야 대한민국 총영사관

### 주변국에 설치된 미국 영사관
- 주부산 미국 영사관
- 주상하이 미국 총영사관(영어판)
- 주광저우 미국 총영사관(영어판)
- 주선양 미국 총영사관(영어판)
- 주우한 미국 총영사관(영어판)
- 주홍콩·마카오 미국 총영사관(영어판)
- 주호찌민시 미국 총영사관(영어판)
- 주블라디보스토크 미국 총영사관